# Ocea
Ocea (oficialmente en asturiano: Ucea) es una casería española de la parroquia de Escoredo, perteneciente al municipio de Pravia, en la comunidad autónoma de Asturias.

## Historia
Hacia mediados del siglo XIX, el lugar, ya por entonces perteneciente a la parroquia de Escoredo del municipio de Pravia, tenía contabilizada una población de 54 habitantes. Aparece descrito en el duodécimo volumen del Diccionario geográfico-estadístico-histórico de España y sus posesiones de Ultramar de Pascual Madoz con las siguientes palabras:

OCEA: l. en la prov. de Oviedo, ayunt. de Pravia y felig. de Santiago de Escoredo. sit. en el térm. de las Outedas, sobre una elevada loma dando vista á Pravia, que forma 2 encañadas entre el monte de Sta. Catalina y altura de Escoredo; su terreno es pendiente, aunque no es tan fuerte como el de las vegas, siendo bastante feraz. prod.: escanda, maiz, habas, castañas, patatas y otros frutos, y algunos robles y abedules. pobl.: 15 vec. 54 almas.
(Madoz, 1849, p. 211)

En 2023, la entidad singular de población de Ocea tenía empadronados 5 habitantes, todos ellos diseminados.